# Carl Gotthard Langhans

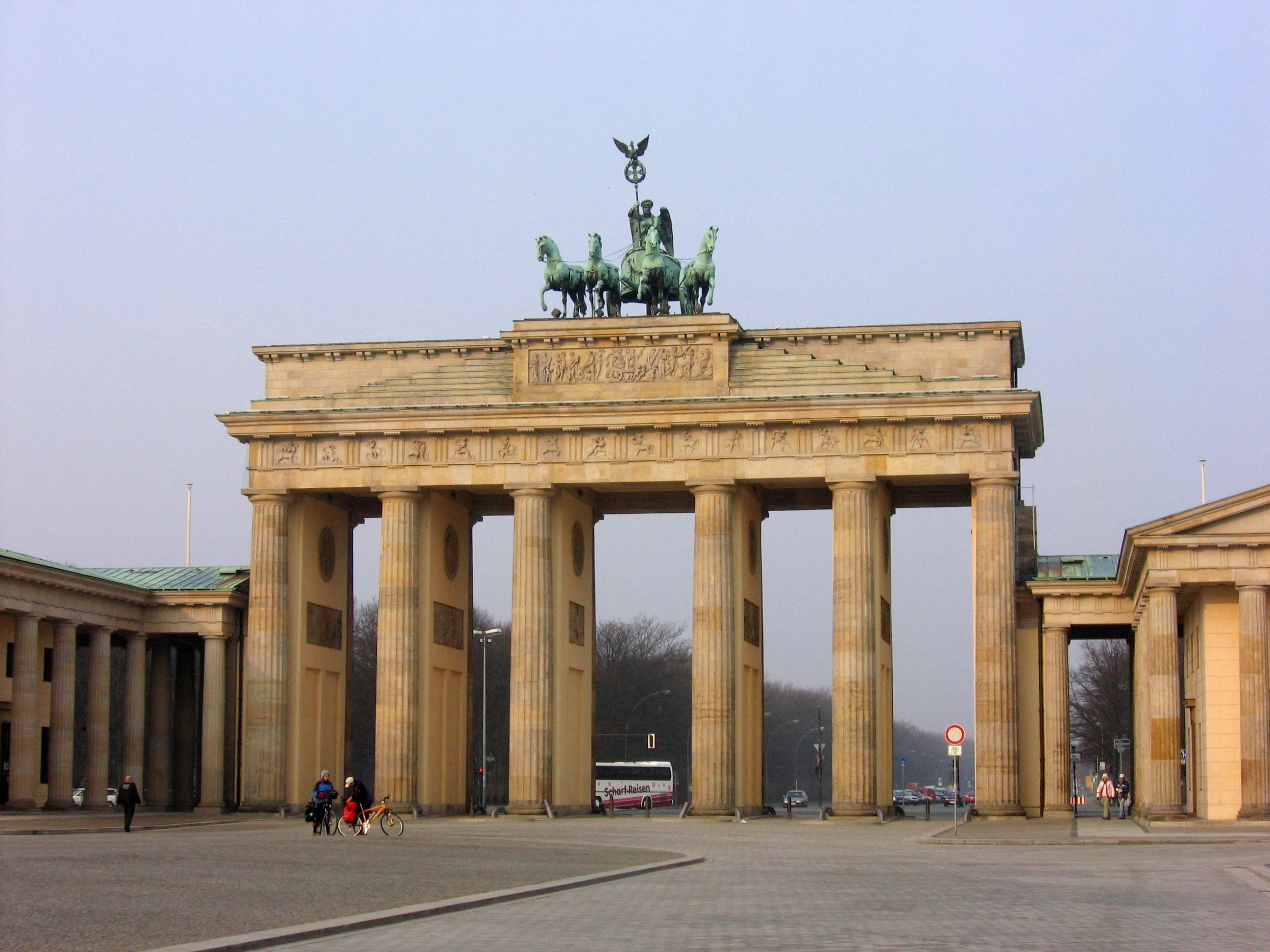
Puerta de Brandeburgo.

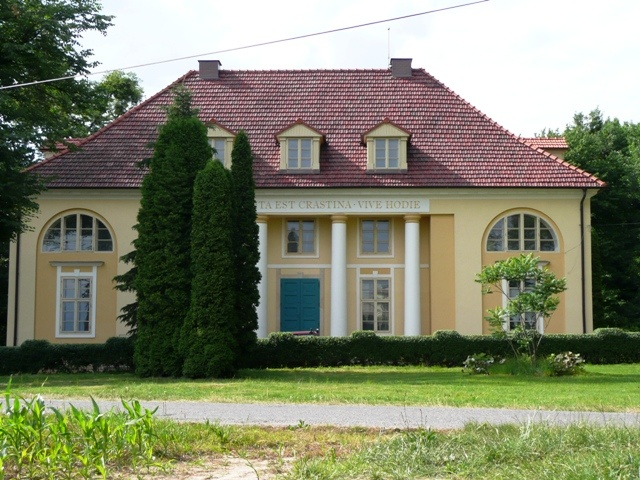
Książęca Bażantarnia

Carl Gotthard Langhans (Landeshut, Silesia, Alemania, actualmente Kamienna Góra, Polonia, 15 de diciembre de 1732 - Breslau, Alemania, 1 de octubre de 1808) fue un arquitecto alemán nacido en Prusia y figura relevante del Clasicismo de su país. Su trabajo más destacado es la Puerta de Brandeburgo, símbolo de la ciudad de Berlín.
Preparó parte del proyecto de la faisanería (Książęca Bażantarnia) en Pszczyna-Poreba, Silesia, al sur de Polonia.

## Biografía y obra
Viajó por la mayor parte de Europa y en Breslau y otras ciudades de Silesia dio pruebas de su habilidad y experiencia. El rey de Prusia le llamó a Berlín y le nombró primer arquitecto y director de los edificios de su reino; embelleció aquella capital con muchos monumentos y edificios, entre los cuales se admira todavía la puerta de Brandeburgo y el Teatro nuevo. La puerta es una imitación en grande de los famosos propileos de Atenas; de ella se sale por una plaza bastante espaciosa al paseo de los Tilos y de allí, por otra plaza en donde se halla el edificio del arsenal, se pasa al Palacio Real. 
El Teatro nuevo, construido entre dos iglesias en la plaza grande llamada de los Gendarmes, ha sido presa en gran parte de las llamas; el lugar de este teatro había sido elegido por Federico II. Langhans publicó también Memorias sobre la arquitectura; tenía conocimientos extensos, un genio pacífico y un carácter franco y leal; en fin, la Academia de Bellas Artes de Berlín, la de Ciencias y artes de Bolonia y la sociedad patriótica de Silesia le contaban entre sus miembros. 
Murió en un viaje que hizo a Silesia en octubre de 1808.